# Joseph Patrick Donahue
Joseph Patrick Donahue (* 6. November 1870 in New York City; † 26. April 1959) war ein US-amerikanischer römisch-katholischer Geistlicher und Weihbischof in New York.

## Leben
Joseph Patrick Donahue empfing am 8. Juni 1895 das Sakrament der Priesterweihe.
Am 27. Januar 1945 ernannte ihn Papst Pius XII. zum Titularbischof von Emmaüs und zum Weihbischof in New York. Der Erzbischof von New York, Francis Spellman, spendete ihm am 19. März desselben Jahres die Bischofsweihe; Mitkonsekratoren waren der Weihbischof in New York, James Francis McIntyre, und der Bischof von Buffalo, John Francis O’Hara CSC.